# Mute Records
Mute Records, skivbolag som bildades 1978 av Daniel Miller.
Kända musiker och band som legat/ligger på Mute Records är bland annat Fad Gadget, Einstürzende Neubaten, Deutsch-Amerikanische Freundschaft, Throbbing Gristle, Depeche Mode, Nitzer Ebb, Yazoo, Erasure, Nick Cave, Laibach, Moby och svenska Mando Diao.
Miller bildade bolaget huvudsakligen för att släppa sin egen singel, "T.V.O.D." / "Warm Leatherette" under artistnamnet The Normal. Alla bolagets album har bokstäverna STUMM före sitt katalognummer och singlarna har MUTE. (Millers singel i fråga är således MUTE001.) Vissa grupper har dock ett eget prefix före katalognumret (från och med sin sjätte singel har Depeche Mode t.ex. prefixet BONG på sina singlar).
Mute ägdes mellan 2002 och 2010 av EMI. Mute blev därefter åter ett eget skivbolag men back-katalogen fram till 2017 är nu del av skivbolaget BMG.